# Clara's Heart
O Coração de Clara, ou simplesmente Clara (em inglês:  Clara's Heart), é um filme americano de 1988, do gênero drama, baseado no romance homônimo de Joseph Olshan. Dirigido por Robert Mulligan, escrito por Mark Medoff, é estrelado por Whoopi Goldberg e marca a estreia de Neil Patrick Harris no cinema.
Foi produzido pela Warner Bros e pela MTM Enterprises.

## História
O filme conta a história de uma família em crise. A mãe, Leona (Quinlan), foge para a Jamaica para lamentar a perda de sua bebê, Edith, que morreu de síndrome da morte súbita infantil. Lá, ela conhece a gentil empregada Clara Mayfield (Goldberg). Clara salva Leona de sua depressão com um estilo direto e sem sentido. Leona é tão levada com ela que traz Clara de volta para sua casa em Baltimore para ser governanta e babá do filho David (Harris). No começo ele é resistente e a vê como uma intrusa, mas como os pais estão completamente envolvidos em sua própria dor e dissolvendo o casamento, David passa a confiar em Clara e a depender dela. Clara abriga seu próprio segredo obscuro, que, quando revelado, serve para firmar o vínculo entre esses dois personagens muito diferentes, mas amorosos.

## Elenco
- Whoopi Goldberg como Clara Mayfield
- Neil Patrick Harris como David Hart
- Michael Ontkean como Bill Hart
- Kathleen Quinlan como Leona Hart
- Spalding Gray como Peter Epstein
- Beverly Todd como Dora
- Hattie Winston como  Blanche Loudon
- Jason Downs como Alan Lipsky